# Ábel Márton
Ábel Márton (Tevel, 1804. október 25. – Budapest, 1884. február 25.) magyartanár, iskolaigazgató, tankönyvíró, Ábel Károly édesapja.

## Élete
Édesapja takácsmester volt. Ábel Márton, aki a 13. gyermeke volt a családnak, már 12 éves korában, az elemi tanulmányai befejezése után néptanító bátyja mellett négy évig tanítónövendékként dolgozott. Ezután fél évig Eszéken, egy évig Mágocson és egy évig Szakcson volt tanítósegéd. Mágocson és Szakcson − bár nem ismerte − a Bell–Lancester-féle tanrendszer szerint oktatott. Ezt látva Fúsz Endre, a Budán lévő tabáni iskola tanítója felkérte segédtanítói állásba. Így jutott Ábel Márton 1823-ban a budai tanítók közé. Ettől kezdve, leszámítva fél évi kisegítő tanítását a vízivárosi iskolánál, végig a tabáni iskolában dolgozott. Miután a tanító egyben városi jegyző, egyházi orgonista, zeneigazgató, egyházfi, templomszolga, harangozó és sok más egyéb volt, a tanítósegédeknek „nem csak a szorosan hivatalos időben kellett segédkezniük, hanem ezen kívül a tanító helyett korrepetáltak, énekeseket és énekesnőket képeztek, a tanító gyermekeit oktatták és a családban gyakran mindenes munkákat végeztek; mert a korabeli tanítósegéd a szó szoros értelmében az volt, a mi úri házaknál a mindenes. Mikor Ábel – a segédség nehéz iskoláján keresztül haladván − tanító lett, első gondja volt odahatni, hogy a tanítóság legyen a fődolog, és hogy a segédek is emberi méltóságuknak megfelelő állásba jussanak”. 12 évi segédtanítóskodás után 1835-ben főtanítónak nevezték ki. Az 1850-es években a kormány elismerő oklevéllel, főelemi tanítói kinevezéssel jutalmazta. A közoktatásügyi magyar törvény kihirdetése után igazgatóként vezette a tabáni iskolát, melynek 4. fiúosztályában oktatott egészen nyugállományba helyezéséig.
1835-ben megnősült, elődje mostohalányát, Zoner Franciskát vette feleségül, aki 35 évi házasságuk után hunyt el, s akivel két fiúgyermekük született. Ábel Károly gimnáziumi tanár, Ábel Nándor a M. kir. Államvasutak felügyelője lett.
1834-ben megszerezte Stephani hangoztató módszere vezérkönyvét, innentől kezdve saját osztályában és a vezetése alatti iskolában is az olvasást a hangoztató módszer szerint sajátították el a gyermekek. Ezen módszer szerint írt egy tankönyvet is, amelyet 1835-ben Budán nyomatott ki. 1840–41-ben két füzet Magyar Nyelvgyakorlatokat adott ki. E füzeteket 1862-ben másodszor is kiadták.
„Ábel veterán ügytársunkat pedig az egyesített főváros egész fizetéssel nyugdíjjazta. Élte alkonyán tehát szeretve tisztelt öreg bátyánk kényelmesen és nyugodtan élhetne életben maradt fia lógodi-útcai szép kerttől övedzett emeletes házában, kilátással a budai hegyekre, ha a tabáni polgárok őt az elöljáróságba meg nem választották volna, melynek ő egyik legtevékenyebb tagja. Úgy áll ő köztünk, mint a viharokkal dacoló törzs!” — írta róla Rill József szerkesztői kiegészítésében 1880-ban.